# Lago Albano
O lago Albano (em italiano:  Lago di Castelgandolfo,
em latim: Lacus Albanus) é um pequeno lago da Itália localizado no centro do país, na região do Lácio (província de Roma). Ele se estende por uma área de cerca de 6 km².